# جک کندن
 جک کندن (انگلیسی: Jack Condon؛ زاده ۹ سپتامبر ۱۹۰۳ درگذشته ۱ ژانویهٔ ۱۹۶۷) یک تنیس‌باز اهل آفریقای جنوبی بود.